# Unione Sportiva Brescello 1997-1998
Questa voce raccoglie le informazioni riguardanti l'Unione Sportiva Brescello nelle competizioni ufficiali della stagione 1997-1998.

## Rosa

L'emergente Simone Inzaghi, 10 gol nella sua unica stagione a Brescello.

## Risultati

### Serie C1

#### Girone di andata
| 31 agosto 1997 1ª giornata | Lumezzane | 0 – 1 | Brescello |  |

| 7 settembre 1997 2ª giornata | Brescello | 0 – 0 | Saronno |  |

| 14 settembre 1997 3ª giornata | Montevarchi | 2 – 2 | Brescello |  |

| 21 settembre 1997 4ª giornata | Brescello | 1 – 1 | Como |  |

| 28 settembre 1997 5ª giornata | Alessandria | 0 – 0 | Brescello |  |

| 5 ottobre 1997 6ª giornata | Brescello | 1 – 0 | Pistoiese |  |

| 12 ottobre 1997 7ª giornata | Carrarese | 1 – 1 | Brescello |  |

| 19 ottobre 1997 8ª giornata | Brescello | 2 – 3 | Livorno |  |

| 26 ottobre 1997 9ª giornata | Brescello | 1 – 2 | Cremonese |  |

| 9 novembre 1997 10ª giornata | Fiorenzuola | 1 – 1 | Brescello |  |

| 16 novembre 1997 11ª giornata | Brescello | 2 – 1 | Alzano Virescit |  |

| 23 novembre 1997 12ª giornata | Lecco | 2 – 1 | Brescello |  |

| 30 novembre 1997 13ª giornata | Brescello | 0 – 2 | Cesena |  |

| 14 dicembre 1997 14ª giornata | Modena | 4 – 1 | Brescello |  |

| 21 dicembre 1997 15ª giornata | Brescello | 2 – 0 | Carpi |  |

| 28 dicembre 1997 16ª giornata | Siena | 3 – 2 | Brescello |  |

| 11 gennaio 1998 17ª giornata | Brescello | 0 – 0 | Prato |  |

#### Girone di ritorno
| 18 gennaio 1998 18ª giornata | Brescello | 1 – 2 | Lumezzane |  |

| 25 gennaio 1998 19ª giornata | Saronno | 1 – 3 | Brescello |  |

| 1º febbraio 1998 20ª giornata | Brescello | 2 – 0 | Montevarchi |  |

| 8 febbraio 1998 21ª giornata | Como | 1 – 1 | Brescello |  |

| 15 febbraio 1998 22ª giornata | Brescello | 1 – 1 | Alessandria |  |

| 22 febbraio 1998 23ª giornata | Pistoiese | 1 – 1 | Brescello |  |

| 1º marzo 1998 24ª giornata | Brescello | 3 – 1 | Carrarese |  |

| 8 marzo 1998 25ª giornata | Livorno | 1 – 0 | Brescello |  |

| 15 marzo 1998 26ª giornata | Cremonese | 1 – 0 | Brescello |  |

| 22 marzo 1998 27ª giornata | Brescello | 3 – 1 | Fiorenzuola |  |

| 5 aprile 1998 28ª giornata | Alzano Virescit | 2 – 0 | Brescello |  |

| 11 aprile 1998 29ª giornata | Brescello | 0 – 2 | Lecco |  |

| 19 aprile 1998 30ª giornata | Cesena | 3 – 2 | Brescello |  |

| 26 aprile 1998 31ª giornata | Brescello | 4 – 0 | Modena |  |

| 3 maggio 1998 32ª giornata | Carpi | 1 – 1 | Brescello |  |

| 10 maggio 1998 33ª giornata | Brescello | 0 – 0 | Siena |  |

| 17 maggio 1998 34ª giornata | Prato | 3 – 2 | Brescello |  |